# Istmo de Darwin

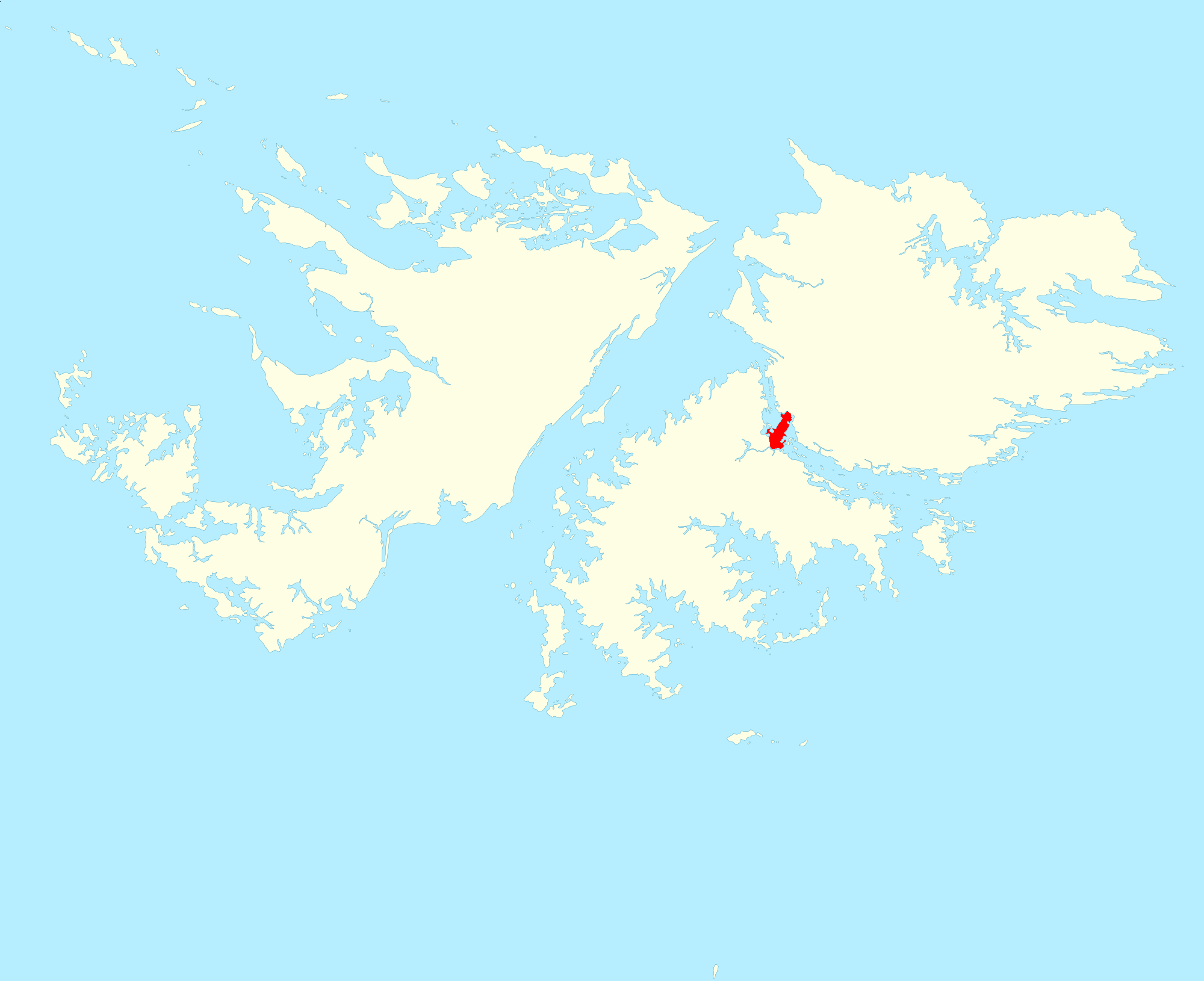
Ubicación en el archipiélago.

El istmo de Darwin es una porción de tierra que une las partes norte y sur de la isla Soledad, en el archipiélago de las Malvinas. 
Al este del istmo se halla el seno Choiseul y al oeste la bahía de Ruiz Puente.

## Características

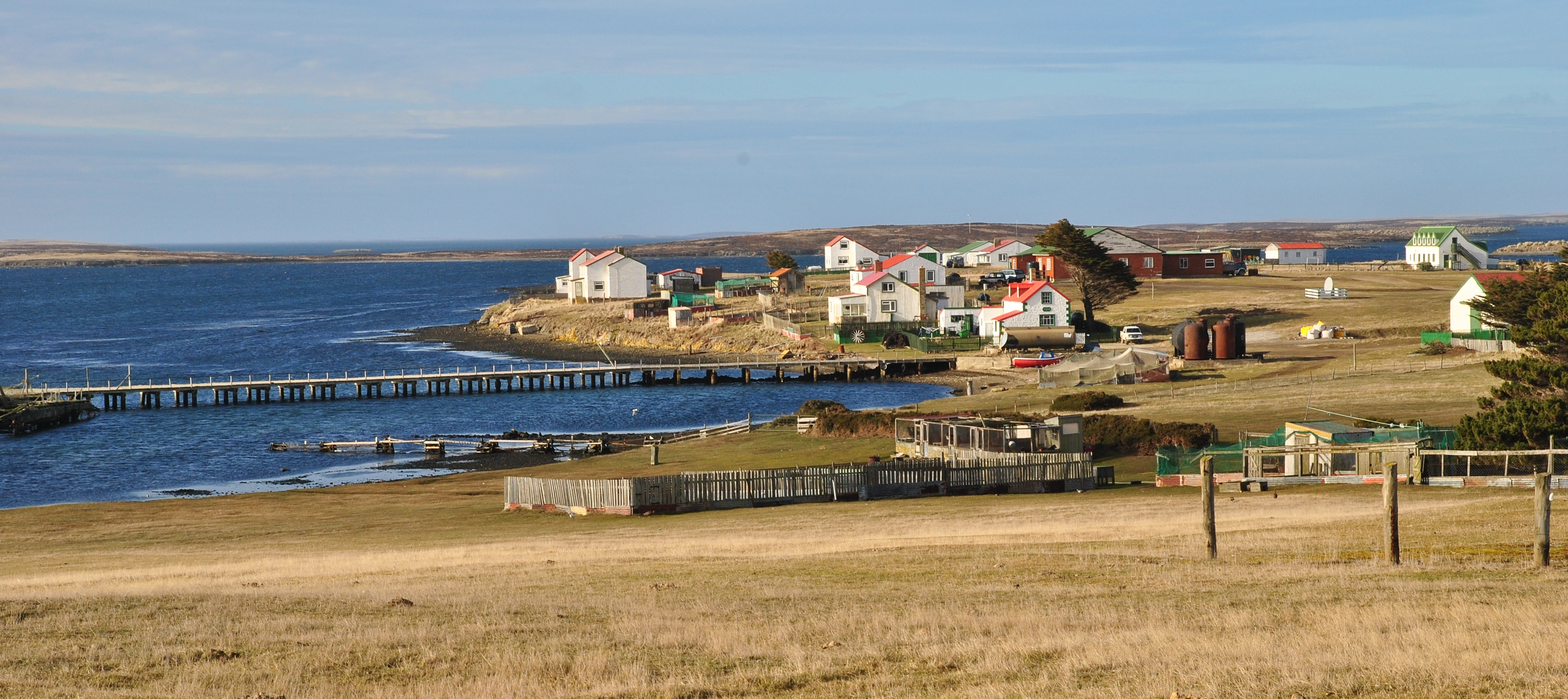
Pradera del Ganso.

Al norte, sobre la costa oriental del istmo se encuentra Puerto Darwin, mientras que sobre la misma costa, en la mitad del istmo se halla ubicado Pradera del Ganso, la suma de la población de ambas localidades conforma la segunda de la isla Soledad, después de Puerto Argentino/Stanley. Entre ambas localidades se encuentra la escuela del istmo, cerca de una pequeña entrada de agua en la costa. Un camino de tierra atraviesa el istmo a lo largo, uniendo la región sureña de Lafonia con la parte norte de la isla. Dicho camino continúa hacia el norte y pasaba junto a una vivienda conocida como «Casa Quemada» (en inglés: Burntside House), la cual estaba a la entrada del istmo junto a una laguna del mismo nombre. El camino mencionado conectaba al istmo con el establecimiento San Carlos y con Puerto San Carlos.
En el istmo el terreno presenta pequeñas elevaciones, por ejemplo la colina Darwin (Darwin Hill) junto al poblado homónimo, y la colina Boca, ubicada junto a unos corrales de piedra construidos por gauchos argentinos en el siglo XIX, abandonados y de nombre Boca House. Este último punto se ubica casi sobre la costa occidental del istmo. Al sureste se ubica la ría Bodie.
Los malvinenses dan más importancia a Puerto Darwin, al punto tal que da nombre al istmo. Los argentinos percibieron esto durante la guerra de 1982 y suponían que la razón para ello era que en Darwin vivía el gerente de la Falkland Islands Company, la compañía monopólica dueña de la mayoría de las tierras y que administra la gran mayoría de los servicios y negocios de Malvinas.

## Historia

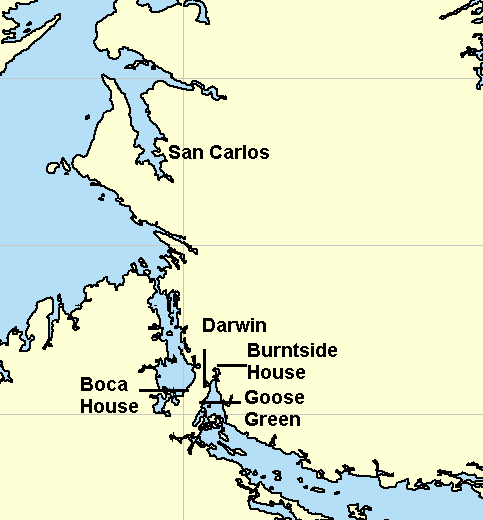
Mapa de la zona de istmo con la toponimia británica.

Puerto Darwin se originó en 1859 como un centro de cría de ovejas, actividad que continuó hasta 1922 cuando la granja fue transferida a Prado del Ganso. El nombre de este poblado y del istmo se debe a Charles Darwin, quien en 1832 realizó un examen zoológico de las islas Malvinas durante su viaje alrededor del mundo en el barco HMS Beagle. Pradera del Ganso fue establecida en 1875, como el sitio de una fábrica de sebo. Según la Enciclopedia Británica de 1911, en el umbral del siglo XX, muchos de los habitantes locales eran escoceses, lo que en parte se refleja en la cercana Brenton Loch (bahía de Ruiz Puente).

### Guerra de las Malvinas
Durante la guerra de las Malvinas, el 4 de abril de 1982 Pradera del Ganso y Puerto Darwin fueron ocupados por la Compañía "C" del Regimiento de Infantería 25 del Ejército Argentino mediante una operación helitransportada, sin hallar oposición. Más de un centenar de isleños quedaron transitoriamente resguardados en la sala de la comunidad, mientras que más de 1200 soldados argentinos ocuparon el asentamiento y los alrededores de Darwin. La Fuerza Aérea Argentina adaptó una pista preexistente en Puerto Darwin y creó la Base Aérea Militar Cóndor (BAM Cóndor) el 15 de abril de 1982, quedando al mando el vicecomodoro Wilson Pedroso. A partir del 26 de abril, se situaron en esa base 8 aviones I.A. 58 Pucará. La base fue bombardeada por aviones británicos el 1, 8, 12, 17, 21, 25, 27 y 28 de mayo.
El guardacostas PNA Río Iguazú (GC-83) de la Prefectura Naval Argentina fue atacado el 22 de mayo de 1982 por dos aviones británicos Sea Harrier cuando transportaba personal y material del Ejército Argentino, pudiendo averiar seriamente a uno de los aviones. El barco fue embicado en una isla a trece millas al este de Puerto Darwin, disponiéndose su abandono ante la eventualidad de nuevos ataques, pues se encontraba prácticamente inutilizado.
Entre el 27 y el 28 de mayo, Puerto Darwin y el cercano establecimiento de Pradera del Ganso fueron atacados por fuerzas británicas, desarrollándose intensos combates que culminaron con la ocupación de la zona por militares del Reino Unido. El 29 de mayo la fuerza de tareas argentina Mercedes, destacada en Puerto Darwin, finalmente capituló. La zona continúa minada en la actualidad.

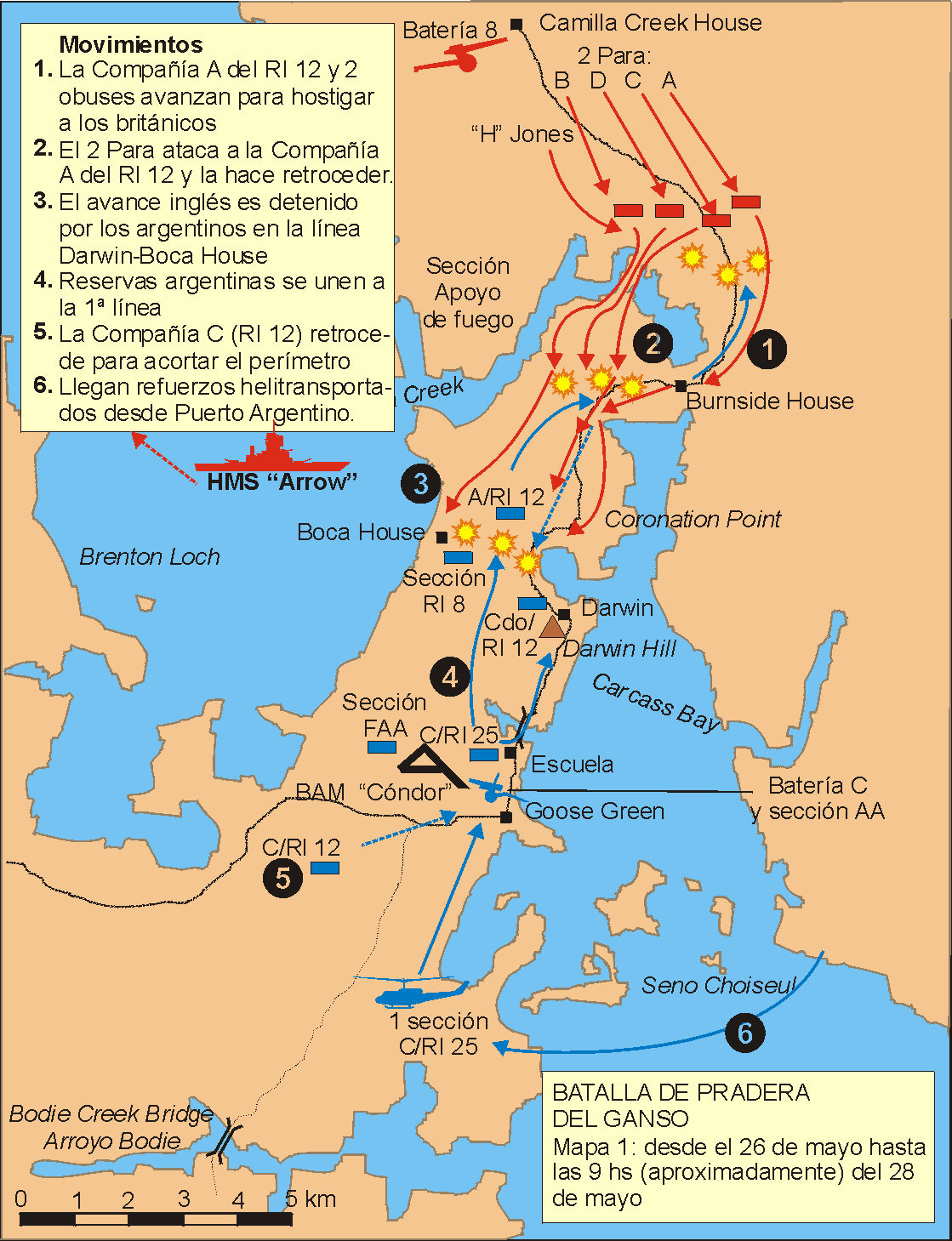
Los argentinos avanzan hacia el norte y los ingleses atacan la entrada al istmo.
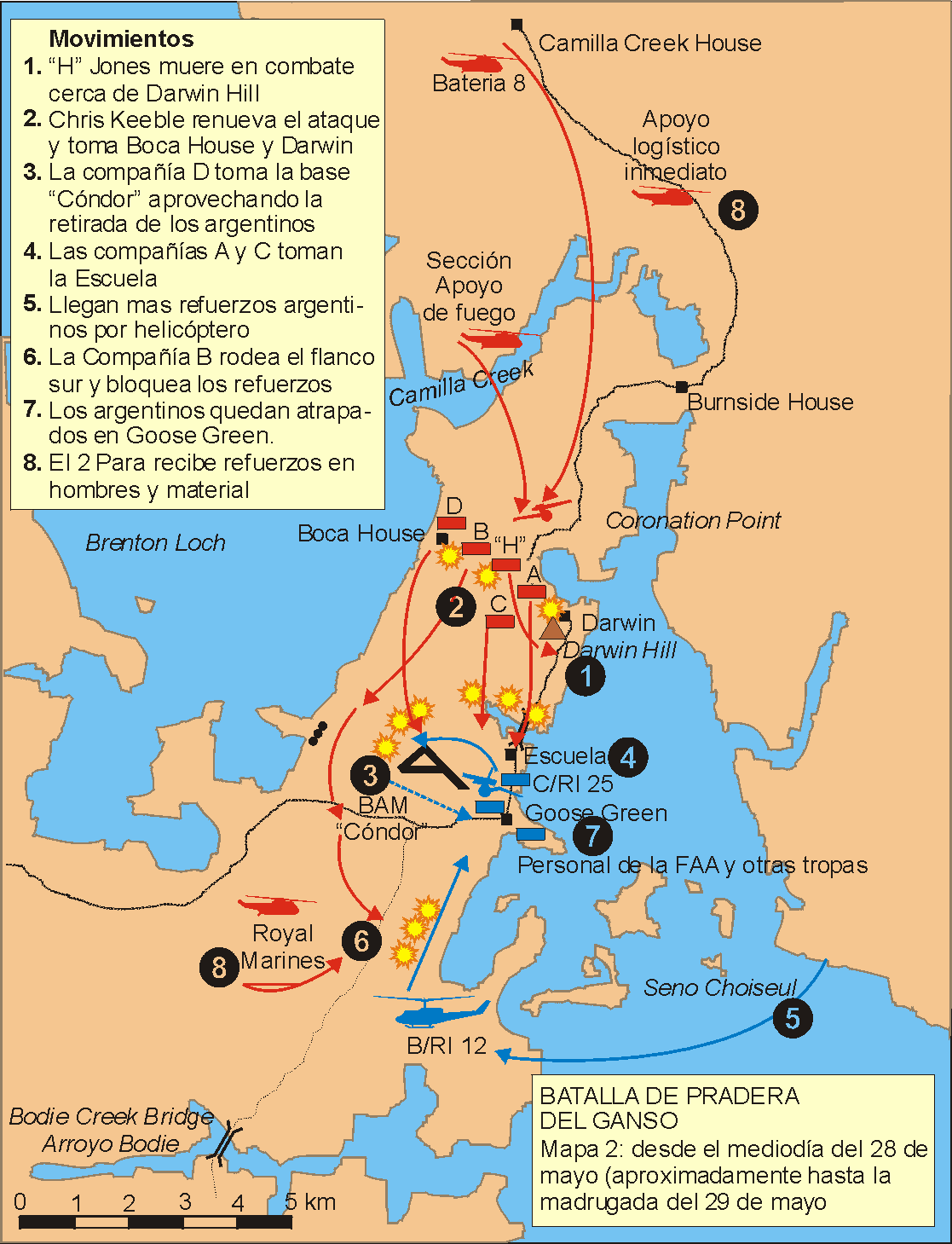
Evolución de la batalla a partir del segundo ataque británico.